# Brooke Mueller
Brooke Jaye Mueller (Albany, 19 de agosto de 1977) é uma socialite e atriz estadunidense. Ficou conhecida pelo tumultuado casamento com o ator Charlie Sheen, com quem teve filhos gêmeos e por escândalos envolvendo uso de drogas e álcool.

## Biografia
Mueller nasceu e cresceu na região de Nova York. Seu pai, Allen Mueller, trabalhou como policial em Miami e Key West, professor do ensino médio, corretor de imóveis, e como ministro de meio-período. Ele faleceu em um acidente de moto quando Brooke tinha 12 anos. Quando Brooke tinha 14 anos, sua mãe casou-se com o milionário Kenneth Wolofsky e se mudou para a Flórida. Mueller foi líder de torcida na Benjamin School em Palm Beach, Flórida. Mueller tem um irmão, Scott Allen Mueller, e uma meia-irmã Sydney Wolofsky. A mãe de Mueller, Moira Mueller Wolofsky Fiore é casada atualmente com o cantor nova-iorquino Jon Fiore.

## Carreira
Mueller tem trabalhos como atriz, e teve uma passagem como correspondente no canal Extra. O papel mais conhecido de Mueller é como Janet no filme Witchouse de 1999. Ela também interpretou Cassandra na comédia Strictly Sexual de 2008 (sendo creditada como Brooke Allen). Em 2011, Mueller co-estrelou em The World According to Paris, um reality show. Em 2012, ela fez parte da equipe de produção da série Scandal.

## Vida pessoal
Em 1996, Mueller foi presa sob a acusação de dirigir sob o efeito de drogas no Condado de Palm Beach. Ela admitiu que tinha consumido vinho, tomado vicodin, usado maconha e cocaína antes de dirigir.
Em março de 2001, Mueller foi presa no Condado de Miami-Dade por posse de cocaína.
Em 30 de maio de 2008, Mueller casou-se com o ator Charlie Sheen. Mueller teve filhos gêmeos, Bob e Max, em 14 de março de 2009. Em 25 de dezembro de 2009, Sheen foi preso em sua casa alugada na estância de esqui em Aspen por agredir Mueller. Mais tarde, ele foi libertado da prisão depois de pagar uma fiança de US$ 8.500. Sheen foi acusado de ameaça, bem como agressão em terceiro grau e desordem criminal. Em 2 de agosto de 2010, Sheen se declarou culpado de contravenção como parte de um acordo judicial que incluiu a anulação de outras acusações contra ele. Sheen foi condenado a 30 dias em um centro de reabilitação de drogas, 30 dias de liberdade condicional e 36 horas de aulas para controle da raiva.
Sheen entrou com pedido de divórcio contra Mueller em novembro de 2010. Em 1 de março de 2011, a polícia removeu Bob e Max da casa de Sheen. De acordo com a People, o serviço social levou os filhos após Mueller obter uma ordem de restrição contra Sheen. O documento alegou: "Estou muito preocupada que Sheen esteja louco." O divórcio foi aprovado por um juiz da Corte Superior de Los Angeles e concluído em 2 de maio de 2011.
Em julho de 2011, Mueller completou um programa de reabilitação ambulatorial de 45 dias para problemas com álcool e drogas. Ela escolheu um programa ambulatorial para ter acesso a seus filhos. "Brooke decidiu retirar-se dos holofotes da mídia, [assim] ela pode se concentrar em sua recuperação sem distrações. O objetivo de Brooke é manter sua sobriedade e ela acredita esta é a melhor opção para chegar a esse objetivo", alegou seu agente em comunicado. Ela teria voltado para a reabilitação em dezembro de 2012..
Em 2012, Mueller comprou a antiga casa de Melanie Brown, no qual pagou $3.3 milhões. Ela teve um relacionamento com o cantor country Jaron Lowenstein. É amiga íntima de Denise Richards, Rebecca Gayheart, Kathy Hilton e Paris Hilton.
Em 1 de maio de 2013, Mueller foi internada em um porão psciquiátrico involuntário no UCLA Medical Center. Mais tarde ela foi transferida ao Betty Ford Clinic para tratar seu vício em drogas.
Os filhos gêmeos de Mueller lhe foram tirados pelo Los Angeles County Department of Children and Family Services. A custódia foi dada a Denise Richards, ex-mulher de Sheen. Funcionários alegaram no mandado que os filhos estavam em perigo sob a custódia de Mueller.

## Filmografia
| Trabalhos | Trabalhos                          | Trabalhos | Trabalhos                   |
| Ano       | Título                             | Papel     | Notas                       |
| --------- | ---------------------------------- | --------- | --------------------------- |
| 1998      | USA High                           | Girl      | série de televisão          |
| 1999      | Witchouse                          | Janet     | filme independente          |
| 2004      | A Love Song for Bobby Long         | Sandy     | não creditada               |
| 2008      | Strictly Sexual                    | Cassandra | Creditada como Brooke Allen |
| 2011      | Charlie Sheen: Bad Boy on the Edge | ela mesma | documentário televisivo     |
| 2011      | The World According to Paris       | ela mesma | série de televisão          |